# 541627 Halmospál
541627 Halmospál è un asteroide della fascia principale. Scoperto nel 2011, presenta un'orbita caratterizzata da un semiasse maggiore pari a 2,5807887 au e da un'eccentricità di 0,1147373, inclinata di 13,56258° rispetto all'eclittica.